# Jean Galfione
Jean Galfione (Parijs, 2 december 1970) is een Frans atleet. Hij won olympisch goud in het polsstokhoogspringen.

## Biografie
Galfione werd in 1996 olympisch kampioen. In 1999 werd Galfione wereldkampioen indoor.

## Titels
- Olympisch kampioen polsstokhoogspringen - 1996
- Wereldkampioen indoor polsstokhoogspringen - 1999

## Persoonlijke records
- polsstokhoogspringen 6,00 m (1999).

## Palmares

### Polsstokhoogspringen
- 1991: 12e WKI  - 5,40 m
- 1991: 10e WK  - 5,40 m
- 1992: 4e EKI  - 5,60 m
- 1992: 13e OS - 5,10 m
- 1993:  WKI  - 5,80 m
- 1993: 8e WK  - 5,70 m
- 1994:  EKI  - 5,80 m
- 1994:  EK  - 5,85 m
- 1995:  WK  - 5,86 m
- 1996:  OS - 5,92 m OR
- 1997: 12e WK
- 1998: 8e EKI - 5,50 m
- 1998:  EK  - 5,76 m
- 1999:  WKI  - 6,00 m
- 1999: 11e WK -
- 2000: 16e OS - 5,55 m
- 2005: 8e EKI  - 5,60 m
- 2005: 13e WK (q)

1896: Welles Hoyt ·
1900: Irving Baxter ·
1904: Charles Dvorak ·
1908: Edward Cook & Alfred Gilbert ·
1912: Harry Babcock ·
1920: Frank Foss ·
1924: Lee Barnes ·
1928: Sabin Carr ·
1932: Bill Miller ·
1936: Earle Meadows ·
1948: Guinn Smith ·
1952: Bob Richards ·
1956: Bob Richards ·
1960: Don Bragg ·
1964: Fred Hansen ·
1968: Bob Seagren ·
1972: Wolfgang Nordwig ·
1976: Tadeusz Ślusarski ·
1980: Władysław Kozakiewicz ·
1984: Pierre Quinon ·
1988: Serhij Boebka ·
1992: Maksim Tarasov ·
1996: Jean Galfione ·
2000: Nick Hysong ·
2004: Tim Mack ·
2008: Steven Hooker ·
2012: Renaud Lavillenie ·
2016: Thiago Braz da Silva ·
2020: Armand Duplantis ·
2024: Armand Duplantis